# 呂雯 (明朝)
吕雯（1429年—1494年），字天章，直隶安州（今河北保定东）人。
早年為贡生，授陕西道监察御史，擢拔為南京通政司右参议，不久又改南京光寺少卿，再以考绩優等，升太仆少卿。再拔擢為右佥都御史，巡抚延绥，後升兵部右侍郎、左侍郎。弘治七年（1494年）五月初九日卒。